# Майрінген
Майрінген (нім. Meiringen) — громада  в Швейцарії в кантоні Берн, адміністративний округ Інтерлакен-Обергаслі.

## Географія
Громада розташована на відстані близько 65 км на південний схід від Берна.
Майрінген має площу 40,6 км², з яких на 7,5% дозволяється будівництво (житлове та будівництво доріг), 43,7% використовуються в сільськогосподарських цілях, 32,6% зайнято лісами, 16,3% не є продуктивними (річки, льодовики або гори).

## Демографія
2019 року в громаді мешкало 4639 осіб (+1,2% порівняно з 2010 роком), іноземців було 17,6%. Густота населення становила 114 осіб/км².
За віковим діапазоном населення розподілялося таким чином: 18,2% — особи молодші 20 років, 59,9% — особи у віці 20—64 років, 21,9% — особи у віці 65 років та старші. Було 2174 помешкань (у середньому 2,1 особи в помешканні).
Із загальної кількості 2738 працюючих 149 було зайнятих в первинному секторі, 600 — в обробній промисловості, 1989 — в галузі послуг.

## Цікаві факти
- Неподалік від міста розташований Райхенбахський водоспад.
- У Майрінгені є пам'ятник Шерлоку Холмсу.
- За однією з гіпотез, Майрінген — батьківщина безе.

## Галерея

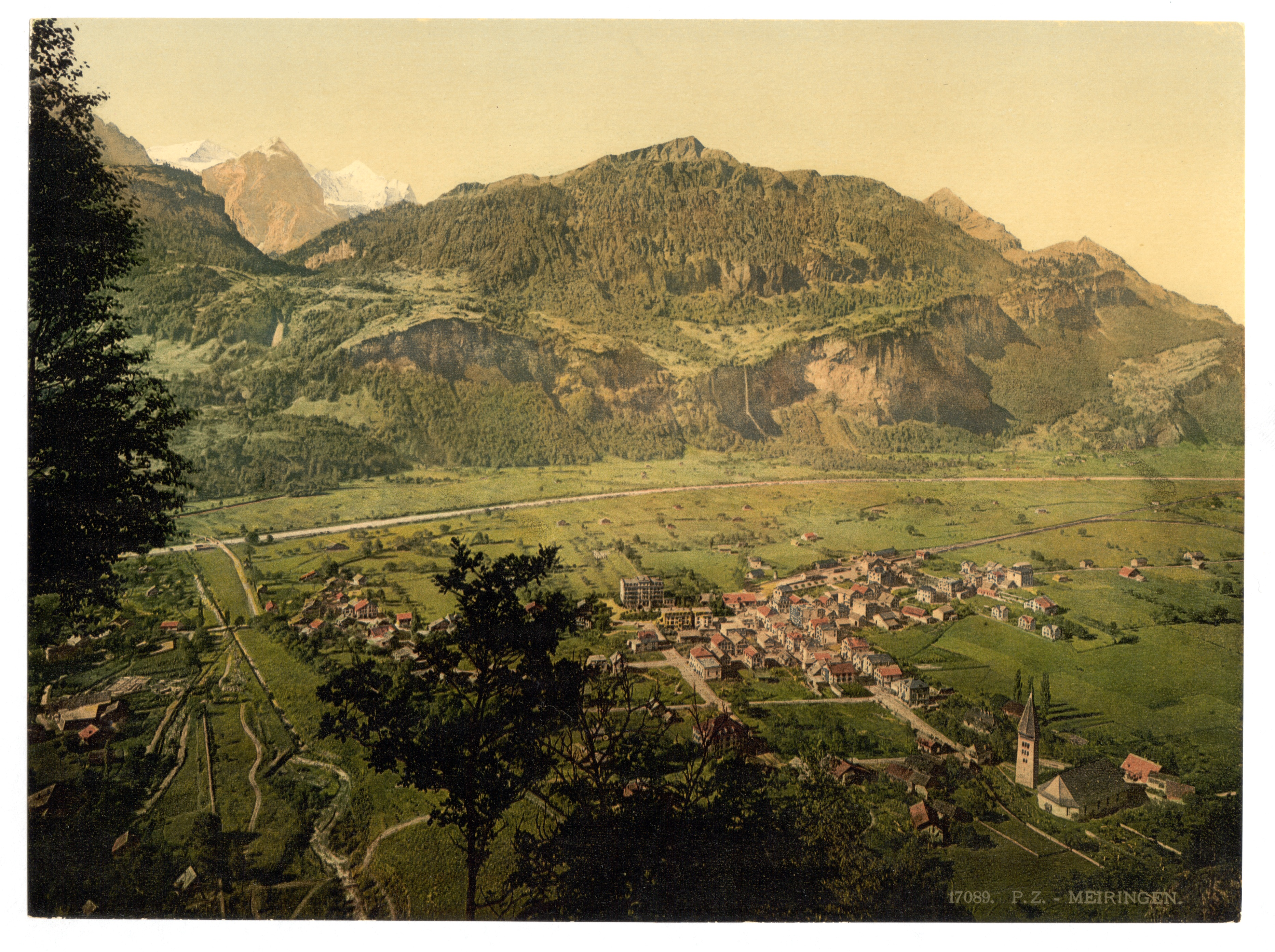
Майрінген бл. 1900 року
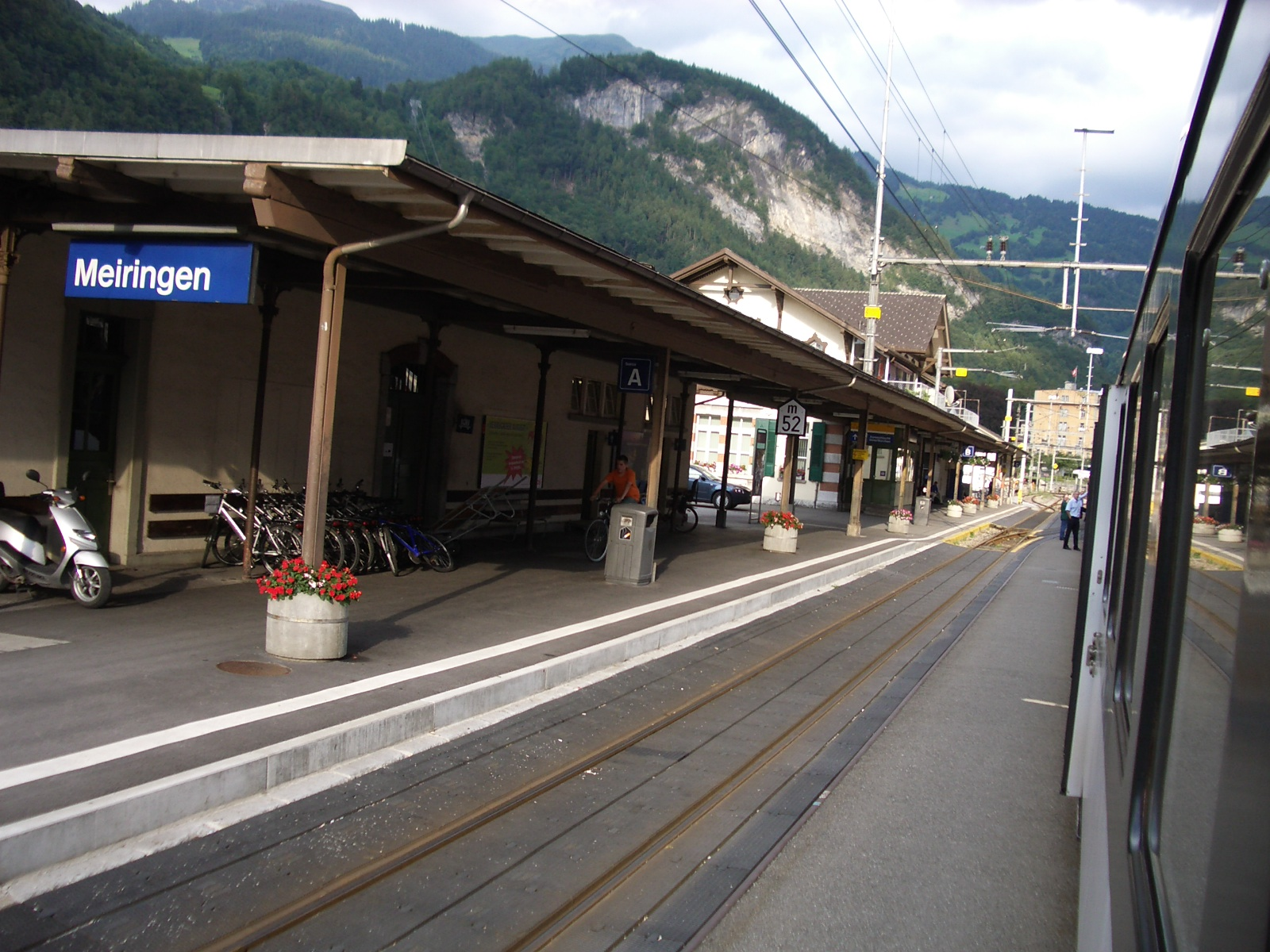
Залізничний вокзал
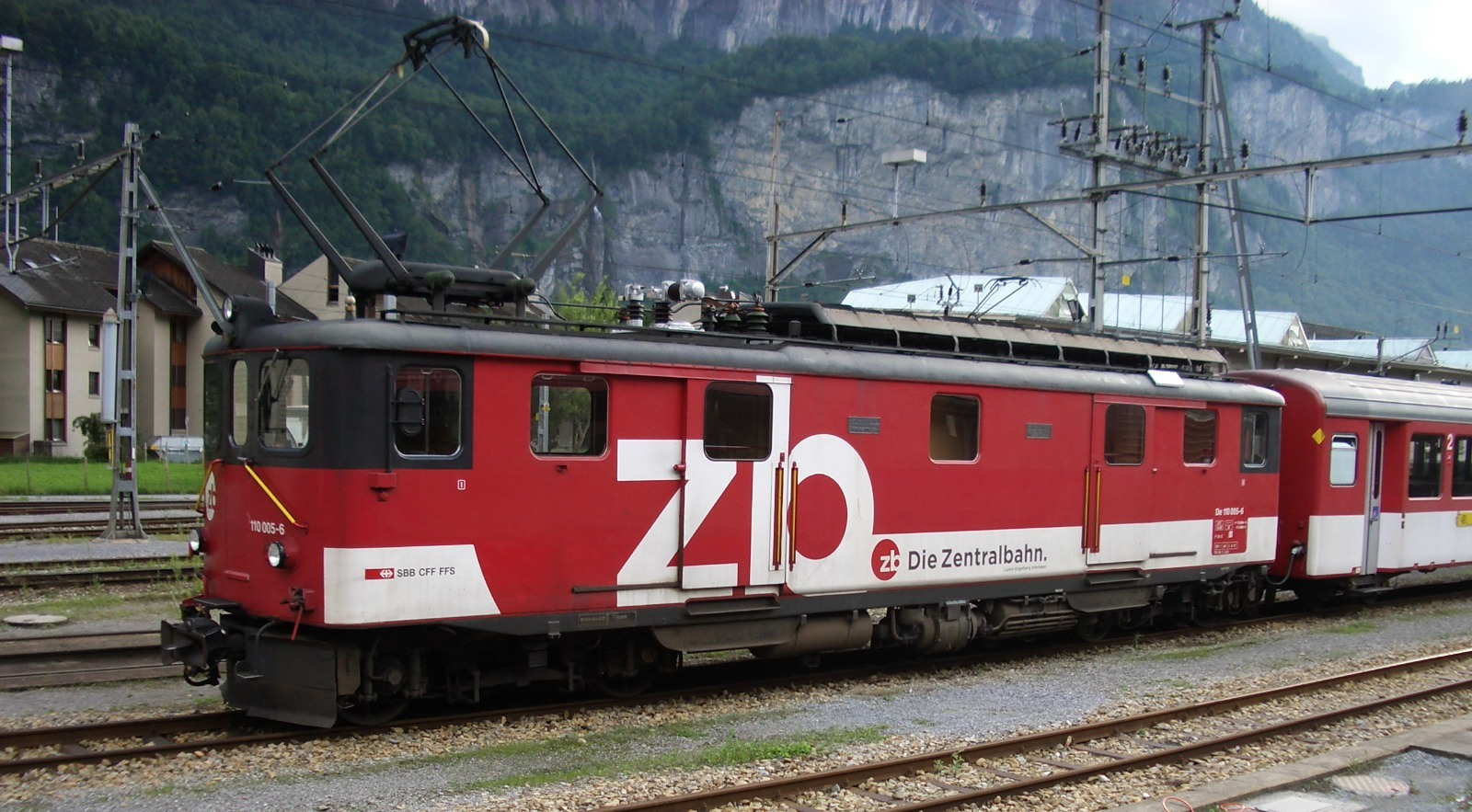
Електротяг залізниці Центральбан